# Битка при Чаталджа (1912)
Битката при Чаталджа от 17-18 ноември (4 – 5 ноември стар стил) 1912 година, известна още като Чаталджанската операция, е едно от най-тежките сражения по време на Балканската война. Българските войски под командването на генерал-лейтенант Радко Димитриев правят опит да преодолеят защитната линия на османската Чаталджанска армия на подстъпите към столицата Константинопол, но след понесени тежки жертви са принудени да се откажат. Това е най-значителният военен успех на Османската империя в хода на Балканската война и първото голямо поражение на българската армия след създаването на Третата българска държава.

## Разположение на войските
След разгрома на основните османски сили в Източна Тракия в Люлебургазко-Бунархисарската операция на 2 ноември (20 октомври стар стил) 1912 година българското командване не успява да проведе бързо преследване на дезорганизирания противник. Това дава възможност на османските части да се оттеглят към укрепената Чаталджанска позиция, която е разположена в най-тясната част на провлака, свързващ Константинопол с Източна Тракия, и има дължина около 28 км между езерата Теркос и Бююкчекмедже. Те са реорганизирани в Чаталджанска армия, включваща Първи, Втори и Трети низамски корпус и Първи, Втори и Трети редифски корпус. Общата им численост е около 190 000 души с 350 оръдия.
Българските Първа (командващ генерал-лейтенант Васил Кутинчев) и Трета армия (командващ генерал-лейтенант Радко Димитриев) също се реорганизирани след Люлебургазко-Бунархисарската операция. При Чаталджа Първа армия вече включва Първа (командващ генерал-майор Стефан Тошев), Шеста (командващ генерал-майор Православ Тенев) и Десета дивизия (командващ генерал-майор Стою Брадистилов), а Трета армия – Трета (командващ генерал-майор Иван Сарафов), Четвърта (командващ генерал-майор Климент Бояджиев), Пета (командващ генерал-майор Павел Христов) и Девета дивизия (командващ генерал-майор Радой Сираков). Общата численост на българските войски е около 118 000 души с 350 оръдия.
Сравнително тесният фронт принуждава и двете страни да оставят значителна част от силите си в резерв на втора линия. Османското командване разполага на предна линия от юг на север Първи, Втори и Трети низамски корпус, като трите редифски корпуса остават в резерв на около 8 км зад фронта. От българска страна на втора линия са оставени Четвърта и Пета дивизия, които понасят най-големи жертви в Люлебургазко-Бунархисарската и Лозенградската операция. От север на юг българското командване разполага Трета, Девета, Шеста и Първа дивизия. Десета сборна дивизия е разположена на брега на Мраморно море, срещу град Бююкчекмедже.

## Бойни действия
Първите български части достигат Чаталджанската позиция на 12 ноември (30 октомври) и веднага започват подготовка за нападение. Планът на българското командване предвижда нанасяне на главния удар по левия фланг при спомагателен удар в централния участък на фронта, като целта е разкъсване на отбранителната линия и притискане на противника към Мраморно море.
Настъплението по целия фронт започва рано сутринта на 17 (4) ноември 1912 година. Първоначално утринната мъгла подпомага придвижването на Първа и Шеста дивизия до реките Карасу и Катърчису, но когато тя се вдига те са подложени на тежък обстрел. Първа дивизия е принудена да спре настъплението, а Шеста дивизия с големи трудности успява да завземе укреплението Отлуктабия.
Късно вечерта на левия български фланг Двадесет и девети ямболски пехотен полк от Трета дивизия успява да превземе укреплението Илеритабия. Българското командване така и не разбира за този успех и на следващата сутрин укреплението е подложено на обстрел, както от османската, така и от българската артилерия. Около обед на 18 ноември Двадесет и девети полк се оттегля с тежки загуби от Илеритабия.
На 18 (5) ноември през целия ден османските сили контраатакуват по целия фронт. Българските части претърпяват тежки загуби и командването нарежда отстъпление до изходните позиции.

## Резултати
Поражението при Чаталджа елиминира възможността за сключване на бърз и изгоден за България мир. Българската армия губи инициативата в бойните действия. Претърпените загуби (1480 убити, 1400 безследно изчезнали, 13 000 ранени) и започналата по същото време епидемия от холера, отнела живота на други 1600 души, отслабват допълнително българските части, вече понесли значителни жертви от началото на войната. Деморализацията сред българските войски е съпътствана от втвърдяване на османската политика. Две седмици след сражението е сключено примирие, което трае не повече от два месеца. Бойните действия в района на Чаталджа продължават с прекъсвания до април 1913 г.

## Оценки
Действията на българското командване при Чаталджанската операция са силно критикувани в по-късната военна и историческа литература. Според повечето оценки атаката срещу Чаталджанската позиция не е оправдана от военна гледна точка, а цели главно пропаганден ефект от достигането на български войски до Константинопол. Превземането и окупирането на самия град е трудно постижимо при наличното съотношение на силите, а и Великите сили категорично се противопоставят на такова действие.
Самата операция е започната прибързано, като е пренебрегнато основно правило на военната наука на епохата – укрепени позиции да се атакуват само при значително числено превъзходство. В направлението на главния удар не е осигурена необходимата концентрация на сили за пробив в противниковата отбрана. За неуспеха на българите допринасят недостатъчното разузнаване, слабата координация между настъпващите съединения и липсата на адекватна артилерийска поддръжка. Резервите остават далеч от полесражението и така половината от българската пехота не влиза в боя. Османският успех се отдава на решението на Назим паша, османския командир, да се откаже от офанзивната тактика, довела до пораженията при Лозенград и Бунархисар, и да заложи на отбрана в дълбочина с подобрено, централизирано командване на артилерията.